# Pangnirtung
Pangnirtung (o Pang, también llamado Pangniqtuuq, en silabarios: ᐸᖕᓂᖅᑑᖅ AFI: [paŋniqtuːq]) es una aldea inuit, de la región Qikiqtaaluk, en el territorio canadiense de Nunavut, en Isla de Baffin. En el censo de 2016 la población era de 1481 habitantes, un aumento de 3,9 % en comparación con 2011. El área de la ciudad es 7,77 km². Pangnirtung se encuentra en una llanura costera en la costa de Pangnirtung Fjord, un fiordo que acaba fusionado con Cumberland Sound. En enero de 2014, el alcalde era Mosesee Qappik.

## Nombre
Hay alguna confusión sobre el nombre del pueblo. Los residentes dicen que el nombre real es Pangniqtuuq, que significa 'el lugar de los toros caribú'. A principios de 2005 los residentes votaron en contra oficialmente, cambiando el nombre del pueblo al término indígena, cuando Pangnirtung consiguió reputación internacional. Sus residentes han creado artes tradicionales en esculturas de alta calidad, así como adaptación de temas y diseño en estampas y tejidos.
Pangnirtung está apodado como la «Suiza del Ártico», o sencillamente «Pang».

## Historia
Los inuit y sus antepasados han habitado en la zona durante miles de años, quizás alrededor de 4000 años. Sus culturas se desarrollaban por adaptación al clima y el entorno.
El contacto con canadienses europeos era limitado, excepto en el último siglo. En 1921, la compañía de la Bahía de Hudson estableció un correo comercial en Pangnirtung. Dos años más tarde, la Policía Montada del Canadá erigió una oficina permanente. El primer profesor establecido por el gobierno llegó en 1956. La primera oficina administrativa se estableció en 1962.

## Desarrollo económico
La comunidad trabaja en la pesca del rodaballo. En 2008, el gobierno federal presupuestó la construcción de un puerto. Los pescadores de Pangnirtung tienen una planta de empaquetado y procesado local de rodaballo. La empresa tiene 40 empleados y se fundó en 1992.
«Auyuittuq Lodge» es el único albergue de la aldea y cuenta con 25 habitaciones, instalaciones compartidas, un comedor y una lonja.

## Servicios locales
La energía se suministra a Pangnirtung únicamente por generadores de diésel.
El combustible se importa en tanques y se almacena en una granja de tanques junto al aeropuerto de Pangnirtung. La compra de combustible diésel es responsabilidad del gobierno de Nunavut.
El banco se gestiona a través de la cooperativa inuit u órdenes de pago
El combustible para coches o quitanieves está manufacturado en Quickstop o la cooperativa inuit.

## Educación
Hay dos escuelas en Pangnirtung:
- Escuela de Alookie: desde parbulitos hasta grado 5.
- Instituto de Attagoyuk Ilisavik: de grado 6 a grado 12.

Los estudios universitarios se pueden realizar en el centro de aprendizaje de la comunidad de la universidad Ártica de Nanavut.

## Recreo
Cuenta con el Aksayuk Arena, un centro deportivo.

## Transporte
Como todas las comunidades de Nunavut, Pangnirtung es una ciudad a la que se llega por vuelos, sin acceso por carretera al resto de Nunavut. El aeropuerto de Pangnirtung es el único método de acceso disponible. Hay carreteras de grava que algunos residentes recorren con sus SUV, camionetas y todoterrenos con tracción a las 4 ruedas, así como máquinas quitanieves.

## Sitios destacables
Hay dos iglesias en Pangnirtung:
- La iglesia anglicana de St. Luke
- La iglesia evangelista (Pentecostal)[9]

## Salud
Los servicios médicos básicos están cubiertos en el Centro de Salud. En él hay cuatro camas disponibles con cuidado por evacuación médica en Iqaluit.

## Cercanías
Pangnirtung es la ciudad más cercana (1 hora en barca) al parque nacional Auyuittuq y la ubicación de una de las dos oficinas del mismo, la otra es Qikiqtarjuaq. Se encuentra junto a la oficina de parques de Canadá. Iglunga, ahora deshabitada, es otra aldea inuit al del oeste.

## Residentes importantes
- Elisapee Ishulutaq
- Simeonie Keenainak
- Ipeelee Kilabuk
- Peter Kilabuk, primer ministro de Educación de Nunavut
- Nakasuk
- Paul Okalik, primer presidente de Nunavut
- Stephen Osborne
- Andrew Qappik
- Riit

## Galería de imágenes

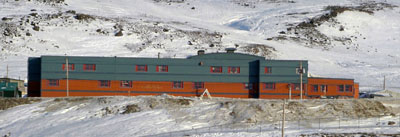
Instituto Attagoyuk Ilisavik, PangnirtungInstituto Attagoyuk Ilisavik, Pangnirtung
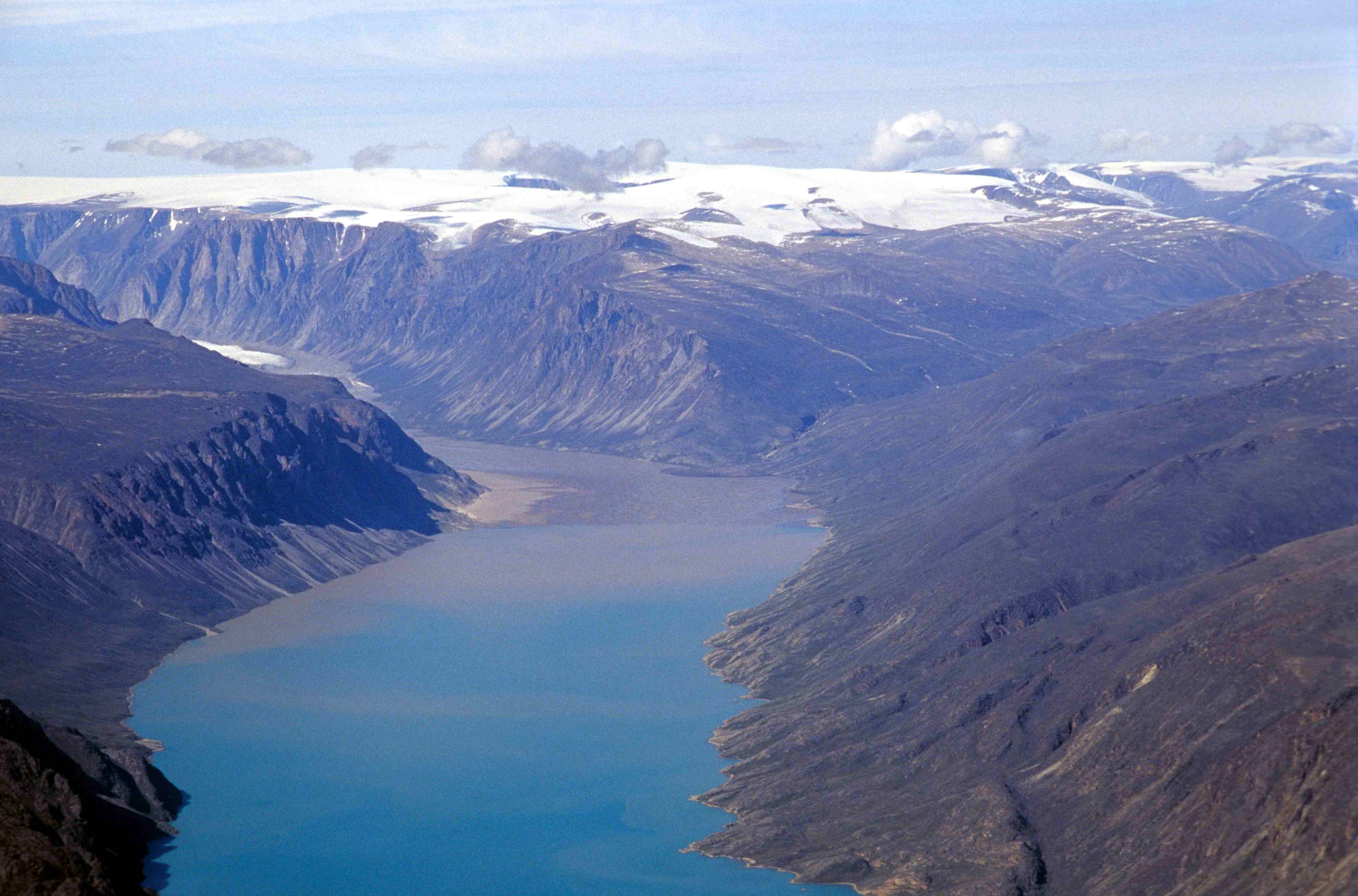
Pangnirtung Fiord
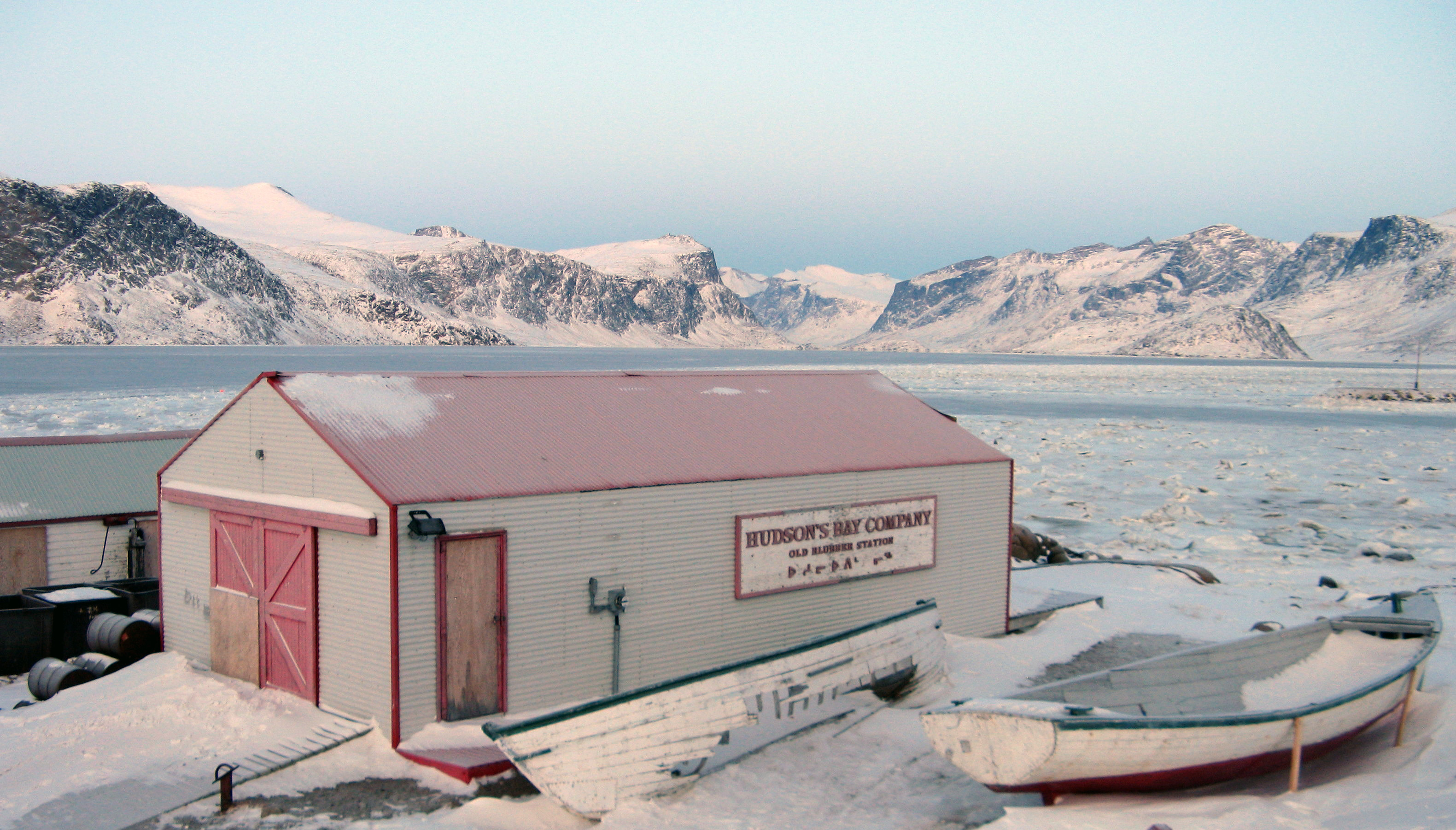
Antiguo puerto de la Bahía de Hudson en Pangnirtung.
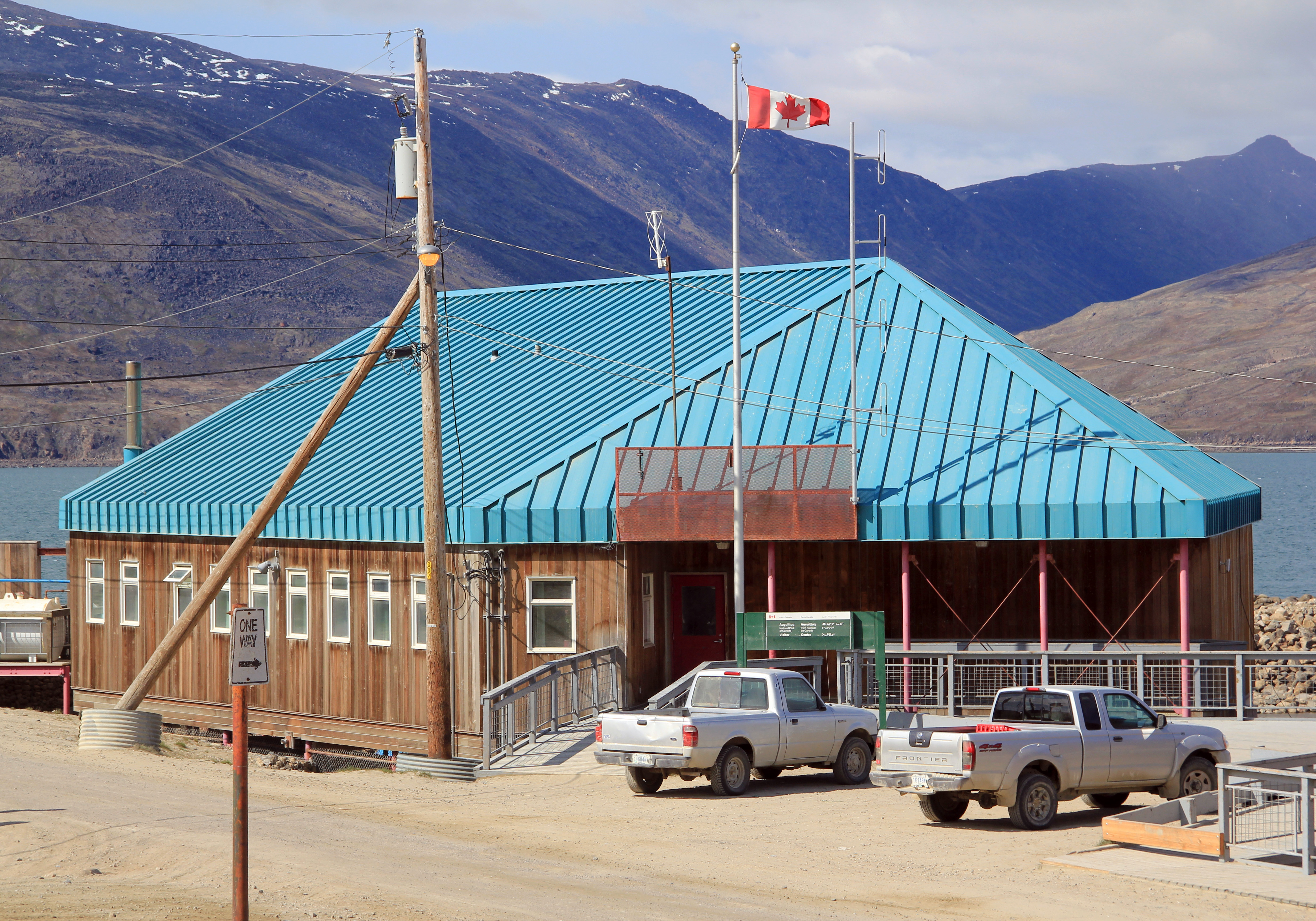
Oficina del parque nacional Auyuittuq
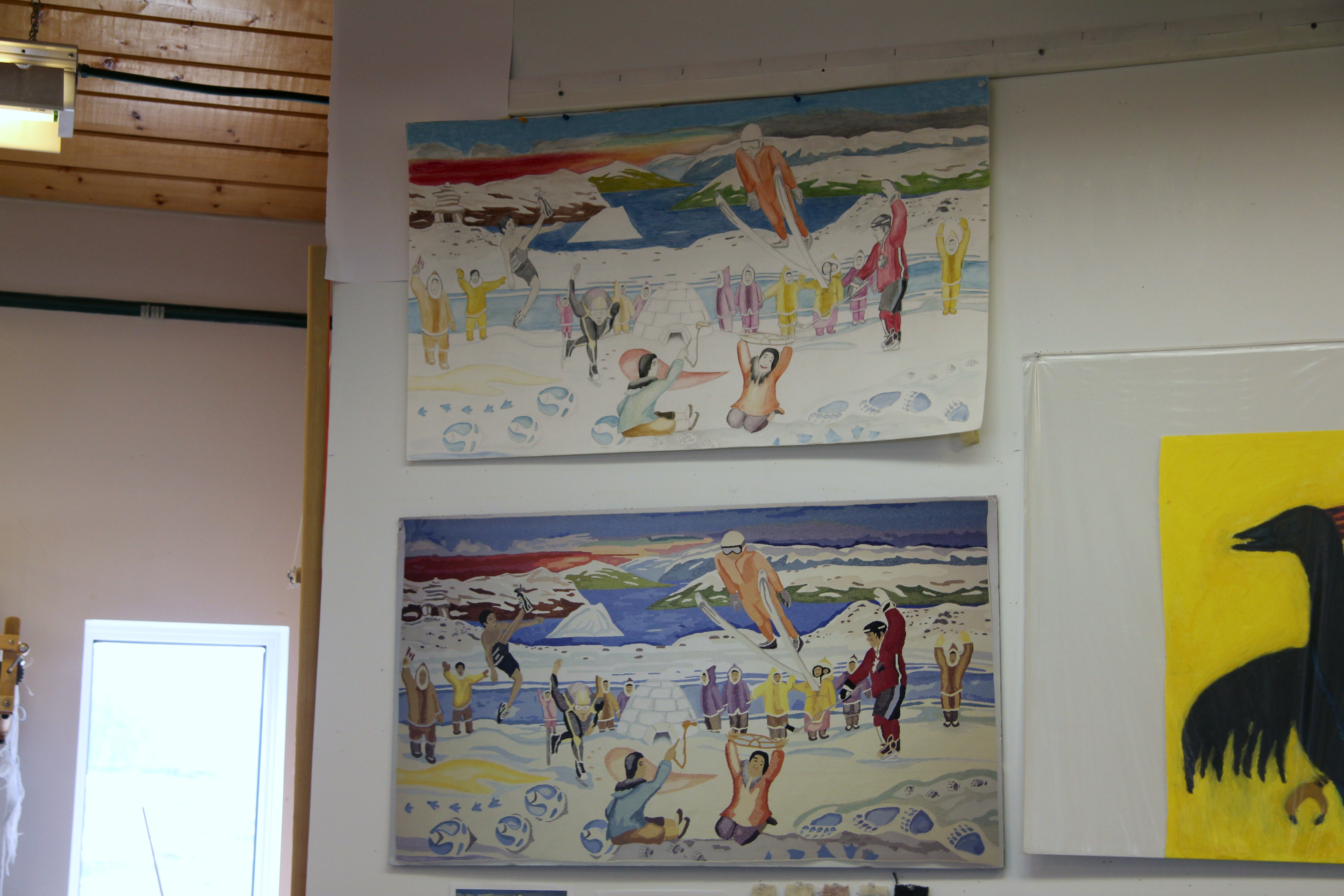
Imágenes en el centro Uqqurmiut de Arte.
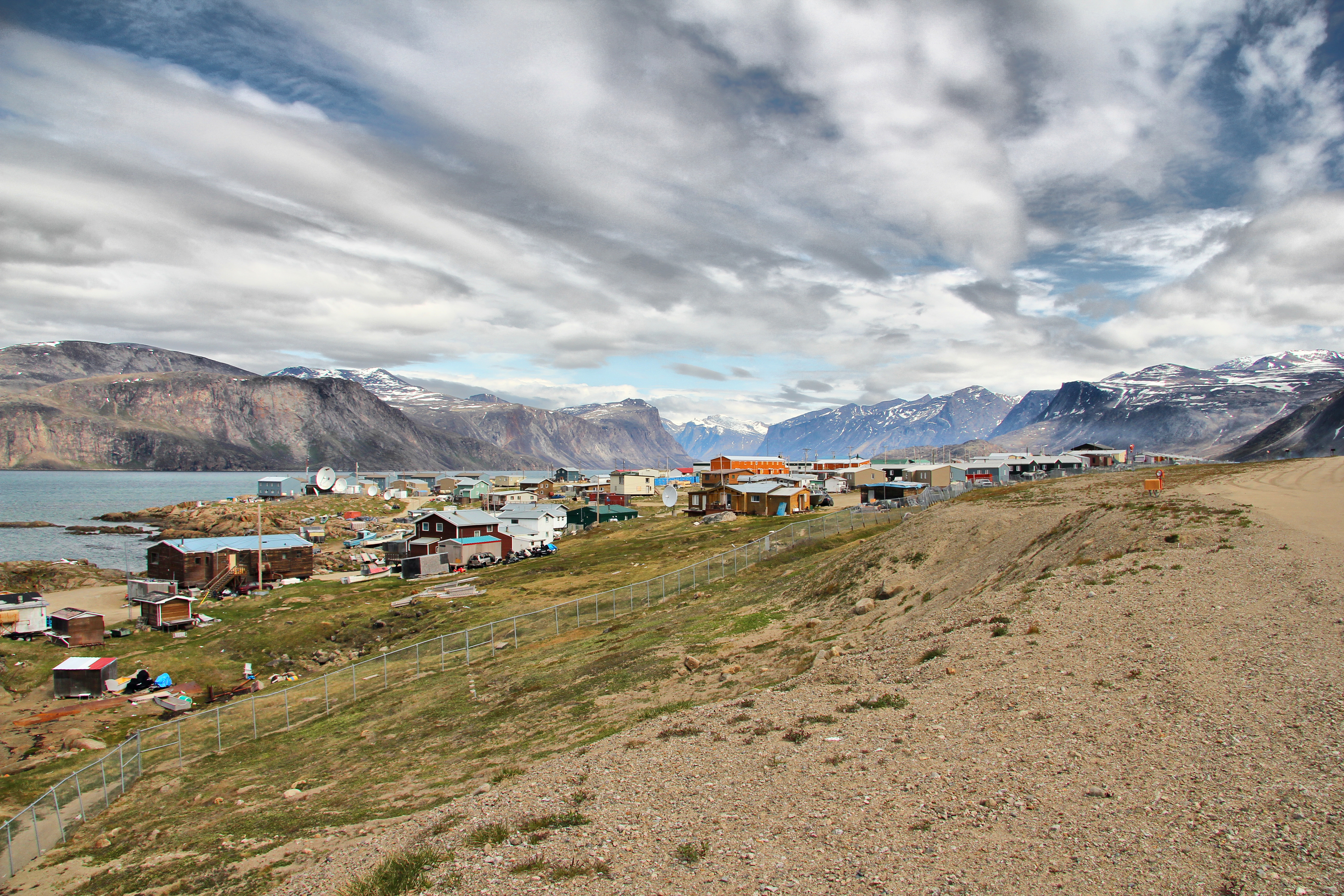
Vista de Pangnirtung y las montañas
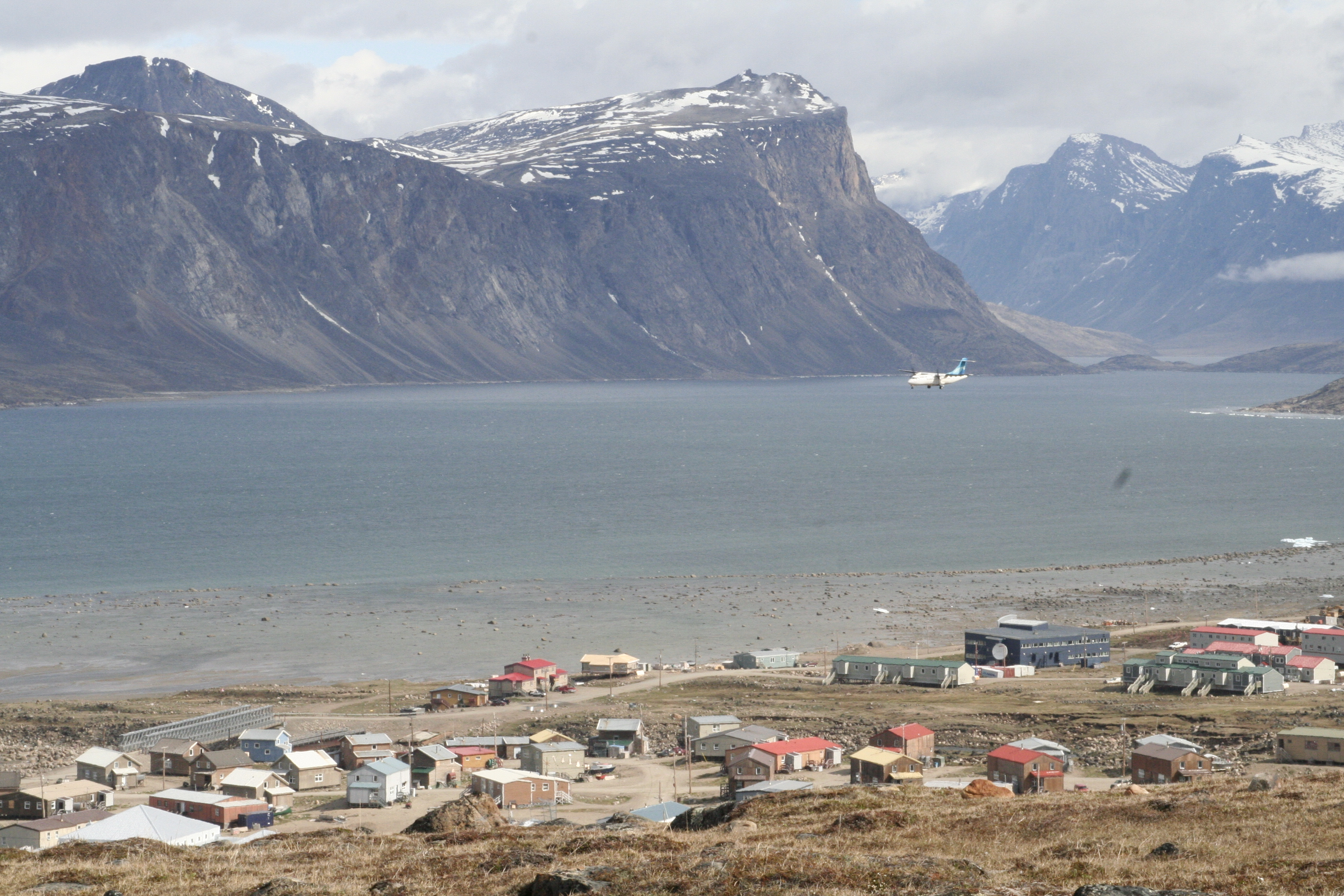
Pangnirtung y los fiordos.